# Vlaamse Hogescholenraad
De Vlaamse Hogescholenraad (tot januari 2021 afgekort als VLHORA) is het officieel overleg- en adviesorgaan van de Vlaamse hogescholen. Zij werd opgericht bij de grootschalige fusie- en rationalisatie-operatie in het Vlaamse hoger onderwijs in 1996 toen de circa 124 scholen voor hoger onderwijs zich groepeerden in 29 hogescholen, waarvan alle - nu verder gefuseerd tot 13 - aangesloten zijn bij de Vlaamse Hogescholenraad. Zij fungeert als officieel overlegorgaan tussen de hogescholen. De Vlaamse Hogescholenraad adviseert ook de Vlaamse overheid over allerlei beleidsaspecten van het hogeschoolonderwijs, zoals: financieringscriteria, erkenning van opleidingen, personeelsstatuut, en sedert de invoering van de bachelor-masterstructuur ook de stroomlijning van overgangen tussen (professionele) bachelors en academische masters.
Het equivalent voor de Vlaamse universiteiten is de Vlaamse Interuniversitaire Raad (VLIR).
Sinds 1 januari 2010 werken VLIR en de Vlaamse Hogescholenraad samen onder de naam VLUHR (Vlaamse Universiteiten en Hogescholenraad).

## Structuur

### Bestuur
| Tijdspanne         | Voorzitter                                     |
| ------------------ | ---------------------------------------------- |
| 1996 en 1997       | Paul Martens (Katholieke Hogeschool Kempen)    |
| 1998, 1999 en 2000 | Guy Aelterman (Artesishogeschool)              |
| 2001, 2002         | Dirk De Ceulaer (EHSAL)                        |
| 2003               | Guy Aelterman (Hogeschool Gent)                |
| 2004               | Roland Vermeesch (Howest)                      |
| 2005, 2006         | Luc Haerens (Katholieke Hogeschool Sint-Lieven |
| 2007, 2008         | Bert Hoogewijs (Hogeschool Gent)               |
| 2009, 2010         | Toon Martens (Katholieke Hogeschool Leuven)    |
| 2011, 2012         | Bert Hoogewijs (Hogeschool Gent)               |
| 2013, 2014         | Toon Martens (Katholieke Hogeschool Leuven)    |
| 2015, 2016         | Johan Veeckman (Arteveldehogeschool)           |
| 2017, 2018         | Pascale De Groote (AP Hogeschool Antwerpen)    |
| 2019, 2020         | Joris Hindryckx (Hogeschool VIVES)             |
| 2021, 2022         | Koen Goethals (HOGENT)                         |
| 2023, 2024         | Marc Vandewalle (Hogeschool UCLL)              |
| 2025, 2026         | Veerle Hendrickx (Karel de Grote Hogeschool)   |

| Periode      | Secretaris-generaal |
| ------------ | ------------------- |
| 1997 - 2007  | Luc Van de Velde    |
| 2007 - 2009  | Ann Verreth         |
| 2009 - 2016  | Marc Vandewalle     |
| 2016 - heden | Eric Vermeylen      |

### Leden
- Antwerp Maritime Academy
- AP Hogeschool Antwerpen
- Arteveldehogeschool
- Erasmushogeschool Brussel
- HOGENT
- Hogeschool PXL
- Hogeschool VIVES
- Hogeschool West-Vlaanderen
- Karel de Grote Hogeschool
- LUCA School of Arts
- Odisee
- Thomas More
- UC Leuven-Limburg